# 久米鷹介
久米 鷹介（くめ たかすけ、1985年4月28日 - ）は、日本の男性総合格闘家。愛知県東海市出身。ALIVE所属。第7代ライト級キング・オブ・パンクラシスト。

## 来歴
小学生～中学生まではサッカー部に所属しポジションはゴールキーパーサッカーと並行して、柔道の町道場にも通っていた。高校からは柔道部に所属し柔道に専念、大学在学中に名古屋の総合格闘技道場・ALIVEに入門した。
2006年9月24日、第13回全日本アマチュア修斗選手権大会ミドル級（-76kg）で優勝し、21歳でプロに昇格。
2007年8月11日、HEAT 4でプロレスラーの"brother"YASSHIと対戦し、2Rにリアネイキドチョークで一本勝ち。プロ初勝利を収めた。
2008年8月3日、SHOOTO GIG TOKYO Vol.5の環太平洋ミドル級チャンピオンシップで王者の佐藤洋一郎と対戦し、0-3の判定負け。キャリア11戦目で初黒星を喫し、王座獲得に失敗した。
2012年2月12日、SHOOTO GIG CENTRAL Vol.24で元UFCファイターのシェーン・ネルソンと対戦し、2Rにリアネイキドチョークで一本勝ち。

### ROAD FC
2012年9月15日、ROAD FC 009のライト級王座決定トーナメント準々決勝でキム・チャンヒョンと対戦し、1Rにリアネイキドチョークで一本勝ち。
2012年11月24日、ROAD FC 010のライト級王座決定トーナメント準決勝でユン・チョルと対戦し、1Rにリアネイキドチョークで一本勝ち。
2013年4月13日、ROAD FC 011のライト級王座決定トーナメント決勝でナム・ウィチョルと対戦。延長ラウンドまでもつれ込む接戦となったが、0-3の判定負けを喫し、王座獲得に失敗した。
2013年10月12日、ROAD FC 013のライト級タイトルマッチでナム・ウィチョルと再戦し、0-3の判定負け。再び王座獲得に失敗した。
2014年8月17日、ウィチョルの王座返上により空位となったライト級王座を懸け、ROAD FC 017でクォン・アソルと対戦。1-2のスプリット判定で敗れ、王座は獲得出来なかった。

### パンクラス
2015年5月下旬、8月に石川英司戦が決まっていたが網膜剥離となり欠場。手術を受けて治療に専念となった。
2016年4月24日、網膜剥離の手術から約1年ぶりの再起戦となったPANCRASE 277でライト級ランキング9位の石川英司と対戦。2-1のスプリット判定で勝利を収めた。
2016年9月11日、PANCRASE 280のライト級キング・オブ・パンクラスタイトルマッチで王者の徳留一樹と対戦。1Rからスタンドの打撃で徳留を圧倒すると、最後はパウンドでTKO勝ちを収め、王座獲得に成功した。
2017年4月23日、PANCRASE 286の「パンクラス対TEAMシカティック 3vs3」大将戦でマティヤ・ブラジセビッチと対戦し、2Rにリアネイキドチョークで一本勝ち。
2017年12月10日、PANCRASE 292のライト級キング・オブ・パンクラスタイトルマッチでライト級ランキング1位の徳留一樹と再戦。試合開始から81秒で左フックによるKO勝ちを収め、初防衛に成功した。
2018年7月1日、PANCRASE 297で元UFCファイターのアントン・クイバネンと対戦。2R終了間際にパンチラッシュを受け、キャリア初のノックアウト負けを喫した。
2019年4月14日、PANCRASE 304のライト級キング・オブ・パンクラスタイトルマッチでアントン・クイバネンとダイレクトリマッチを行う予定だったが、クイバネンが左上腕二頭筋断裂により欠場したため、HEATライト級王者のトム・サントスと対戦。3Rにマウントポジションから三角絞めを極めて一本勝ちを収め、2度目の防衛に成功した。
2019年10月13日、ONE Championship: Century Part 2のパンクラス×修斗対抗戦で修斗王者松本光史と対戦。1R、3Rでのグラウンドコントロールを有利に進め、3-0の判定勝ちを収めた。

### RIZIN・パンクラス
2020年9月27日、RIZIN初参戦となったRIZIN.24で元DEEPライト級王者の北岡悟と対戦し、2-1の判定勝ちを収めた。
2021年3月21日、RIZIN.27でDEEPライト級王者の武田光司と対戦し、壮絶な試合の末、0-3の判定負けを喫した。
2021年12月12日、PANCRASE 325のライト級キング・オブ・パンクラス王座統一戦で、暫定王者の雑賀“ヤン坊”達也と対戦。1ラウンドにカウンターの右アッパーでダウンを奪われるも、2Rに腕ひしぎ十字固めによる逆転一本勝ちを収め、3度目の王座防衛及び王座統一に成功した。
2023年4月30日、PANCRASE 333のライト級キング・オブ・パンクラス王座統一戦で暫定王者のアキラと対戦し、1-2の判定負けを喫し王座統一に失敗、約7年7ヵ月保持していた正規王座は暫定王座に吸収される形で消滅した。
2024年4月29日、PANCRASE 342で粕谷優介と対戦し、3-0の判定勝ち。
2024年9月29日、PANCRASE 347でライト級キング・オブ・パンクラス 王座戦を行い、王者の雑賀“ヤン坊”達也と再戦。2Rに左フックでダウンを奪われパウンドでTKO負けして王座獲得とはならなかった。
2025年5月24日、現役引退を発表。7月27月のPANCRASE355で引退セレモニーが行われる予定。

## 戦績

### プロ総合格闘技
| 総合格闘技 戦績 | 総合格闘技 戦績 | 総合格闘技 戦績 | 総合格闘技 戦績 | 総合格闘技 戦績 | 総合格闘技 戦績 | 総合格闘技 戦績 |
| --------------- | --------------- | --------------- | --------------- | --------------- | --------------- | --------------- |
| 38 試合         | (T)KO           | 一本            | 判定            | その他          | 引き分け        | 無効試合        |
| 26 勝           | 3               | 14              | 9               | 0               | 4               | 0               |
| 8 敗            | 2               | 0               | 6               | 0               | 4               | 0               |

| 勝敗 | 対戦相手                 | 試合結果                                              | 大会名                                                                                 | 開催年月日     |
| ×    | 雑賀ヤン坊達也           | 2R 0:27 TKO（左フック→パウンド）                      | PANCRASE 347 【ライト級キング・オブ・パンクラスタイトルマッチ】                        | 2024年9月29日  |
| ○    | 粕谷優介                 | 5分3R終了 判定3-0                                     | PANCRASE 342                                                                           | 2024年4月29日  |
| ×    | アキラ                   | 5分5R終了 判定1-2                                     | PANCRASE 333 【ライト級キング・オブ・パンクラス 王座統一戦】                           | 2023年4月30日  |
| ○    | 雑賀ヤン坊達也           | 2R 2:28 腕ひしぎ十字固め                              | PANCRASE 325 【ライト級キング・オブ・パンクラス 王座統一戦】                           | 2021年12月12日 |
| ×    | 武田光司                 | 5分3R終了 判定0-3                                     | RIZIN.27                                                                               | 2021年3月21日  |
| ○    | 北岡悟                   | 5分3R終了 判定2-1                                     | RIZIN.24                                                                               | 2020年9月27日  |
| ○    | 松本光史                 | 5分3R終了 判定3-0                                     | ONE Championship: Century Part 2                                                       | 2019年10月13日 |
| ○    | トム・サントス           | 3R 1:08 三角絞め                                      | PANCRASE 304 【ライト級キング・オブ・パンクラス タイトルマッチ】                       | 2019年4月14日  |
| ×    | アントン・クイバネン     | 2R 4:56 TKO（スタンドパンチ連打）                     | PANCRASE 297                                                                           | 2018年7月1日   |
| ○    | 徳留一樹                 | 1R 1:21 KO（左フック）                                | PANCRASE 292 【ライト級キング・オブ・パンクラス タイトルマッチ】                       | 2017年12月10日 |
| ○    | マティヤ・ブラジセビッチ | 2R 1:05 リアネイキドチョーク                          | PANCRASE 286                                                                           | 2017年4月23日  |
| ○    | 徳留一樹                 | 1R 4:45 TKO（右フック→パウンド）                      | PANCRASE 280 【ライト級キング・オブ・パンクラス タイトルマッチ】                       | 2016年9月11日  |
| ○    | 石川英司                 | 5分3R終了 判定2-1                                     | PANCRASE 277                                                                           | 2016年4月24日  |
| ○    | 奥野"轟天"泰舗           | 5分3R終了 判定3-0                                     | PANCRASE 266                                                                           | 2015年4月26日  |
| ×    | クォン・アソル           | 5分3R終了 判定1-2                                     | ROAD FC 017 【ROAD FCライト級王座決定戦】                                              | 2014年8月17日  |
| ○    | エドゥアウド・シモエス   | 5分3R終了 判定3-0                                     | ROAD FC 014                                                                            | 2014年2月9日   |
| ×    | ナム・ウィチョル         | 5分3R終了 判定0-3                                     | ROAD FC 013 【ROAD FCライト級タイトルマッチ】                                          | 2013年10月12日 |
| ×    | ナム・ウィチョル         | 5分3R＋延長5分1R終了 判定0-3                          | ROAD FC 011 【ROAD FCライト級王座決定トーナメント 決勝】                               | 2013年4月13日  |
| ○    | ユン・チョル             | 1R 2:19 リアネイキドチョーク                          | ROAD FC 010: In Busan 【ROAD FCライト級王座決定トーナメント 準決勝】                   | 2012年11月24日 |
| ○    | キム・チャンヒョン       | 1R 3:27 リアネイキドチョーク                          | ROAD FC 009: Beat Down 【ROAD FCライト級王座決定トーナメント 準々決勝】                | 2012年9月15日  |
| ○    | 中村晃司                 | 2R 1:58 三角絞め                                      | PANCRASE 2012 PROGRESS TOUR                                                            | 2012年3月24日  |
| ○    | イ・ヒョンソク           | 2R 1:31 腕ひしぎ十字固め                              | ROAD FC 007: Recharged                                                                 | 2012年3月24日  |
| ○    | シェーン・ネルソン       | 2R 1:54 スリーパーホールド                            | 修斗 SHOOTO GIG CENTRAL Vol.24 〜愛と勇気を〜                                          | 2012年2月12日  |
| ○    | 花澤大介                 | 3R 4:01 リアネイキドチョーク                          | PANCRASE 2011 IMPRESSIVE TOUR                                                          | 2011年11月27日 |
| ○    | 鳥生将大                 | 1R 1:44 リアネイキドチョーク                          | PANCRASE 2011 IMPRESSIVE TOUR                                                          | 2011年7月31日  |
| ○    | カン・ジョンミン         | 2R 1:23 チキンウィングアームロック                    | 修斗 SHOOTO GIG CENTRAL Vol.22                                                         | 2011年4月17日  |
| ○    | ダニエル・ディグビー     | 1R 4:13 リアネイキドチョーク                          | Shooto Australia: Superfight Australia 9                                               | 2010年11月5日  |
| ×    | 佐藤洋一郎               | 5分3R終了 判定0-3                                     | 修斗 SHOOTO GIG TOKYO Vol.5 【修斗環太平洋ミドル級チャンピオンシップ】                 | 2010年8月7日   |
| ○    | 山崎昭博                 | 5分3R終了 判定3-0                                     | 修斗 SHOOTO GIG CENTRAL Vol.20                                                         | 2010年6月13日  |
| ○    | 高木健太                 | 5分2R終了 判定3-0                                     | 修斗 SHOOTO GIG CENTRAL Vol.19                                                         | 2009年10月25日 |
| △    | 奥野"轟天"泰舗           | 5分2R終了 判定0-0                                     | 修斗 SHOOTO GIG CENTRAL Vol.18                                                         | 2009年8月30日  |
| ○    | 杉浦博純                 | 5分2R終了 判定2-0                                     | 修斗 SHOOTO GIG CENTRAL Vol.17                                                         | 2009年4月12日  |
| △    | 佐藤拓也                 | 5分2R終了 判定0-0                                     | 修斗 THE ROOKIE TOURNAMENT 2008 FINAL 【2008年度新人王決定トーナメント ミドル級 決勝】 | 2008年12月13日 |
| △    | 佐藤洋一郎               | 5分2R終了 判定0-0                                     | 修斗 SHOOTO GIG CENTRAL Vol.15 【2008年度新人王決定トーナメント ミドル級 準決勝】      | 2008年8月3日   |
| ○    | 堂垣善史                 | 1R 3:38 TKO（レフェリーストップ：右眼窩底骨折の疑い） | 修斗 SHOOTO GIG CENTRAL Vol.14                                                         | 2008年3月16日  |
| ○    | 佐藤拓也                 | 1R 1:11 スリーパーホールド                            | 修斗 SHOOTO GIG CENTRAL Vol.13 & KAKUMEI NAGOYA 1                                      | 2007年10月8日  |
| ○    | "brother"YASSHI          | 2R 3:07 リアネイキドチョーク                          | HEAT 4 〜MEGA BATTLE HEAT from NAGOYA〜                                                | 2007年8月11日  |
| △    | 湯浅友和                 | 5分2R終了 判定1-1                                     | 修斗 SHOOTO GIG CENTRAL Vol.12 【2007年度新人王決定トーナメント ミドル級 1回戦】       | 2007年3月25日  |

### アマチュア総合格闘技
| 勝敗 | 対戦相手   | 試合結果            | 大会名                                                   | 開催年月日    |
| ○    | 屋宮大亮   | 3分2R終了 判定43-38 | 第13回全日本アマチュア修斗選手権大会 【ミドル級 決勝】   | 2006年9月24日 |
| ○    | 池田秀治   | 不戦勝              | 第13回全日本アマチュア修斗選手権大会 【ミドル級 準決勝】 | 2006年9月24日 |
| ○    | 近野洋平   | 4分1R終了 判定29-23 | 第13回全日本アマチュア修斗選手権大会 【ミドル級 2回戦】  | 2006年9月24日 |
| ○    | 佐久間博彰 | 4分1R終了 旗判定3-0 | 第13回全日本アマチュア修斗選手権大会 【ミドル級 1回戦】  | 2006年9月24日 |

## 獲得タイトル
- 第2回北陸アマチュア修斗オープントーナメント ミドル級 優勝（2006年）
- 第13回全日本アマチュア修斗選手権大会 ミドル級 優勝（2006年）
- 第7代ライト級キング・オブ・パンクラス王座（2016年）

### 試合映像
1. ↑  『【試合映像】久米鷹介 vs. 北岡悟 / Takasuke Kume vs. Satoru Kitaoka - RIZIN.24』RIZIN公式YouTubeチャンネル、2021年。
2. ↑  『【試合映像】武田光司 vs. 久米鷹介 / Koji Takeda vs. Takasuke Kume - RIZIN.27』RIZIN公式YouTubeチャンネル、2021年。

### 補足映像
1. ↑  『【番組】RIZIN CONFESSIONS #68（※番組内で試合映像。武田光司と久米鷹介による試合振り返りドキュメンタリー番組）』RIZIN公式YouTubeチャンネル、2021年。